# کیم‌استار
دنیل کیم (به انگلیسی: Daniel Keem) (زاده ۸ مارس ۱۹۸۲)، که با نام مستعار آنلاین خود Keemstar شناخته می‌شود، یوتیوبر و استریمر آمریکایی است. او بیشتر برای تولید محتوای ویدیویی برای کانال یوتیوب خود، به اسم DramaAlert شناخته شده است. او در این کانال حواشی و اخبار ستارگان اینترنت را گزارش می‌دهد.

## حرفه

### اوایل
اولین حضور کیم در یوتیوب در یک فیلم بازی هیلو ۳ در یوتیوب از سال ۲۰۰۹ بود، جایی که وی در بخش چند نفره آنلاین به ضبط چت‌های صوتی می‌پرداخت. او اولین کانال یوتیوب خود را با نام "xDJKEEMSTAR" در سال ۲۰۰۹ ایجاد کرد و به گزارش در مورد اخبار و حواشی جامعه یوتیوب می‌پرداخت. در ژوئن سال ۲۰۱۴، او کانال "DramaAlert" را ایجاد کرد. کیم اغلب نظرات خود را در مورد موضوعاتی که گزارش می‌دهد بیان می‌کند.

### جنجال و حواشی
در سال ۲۰۰۸، در حین مشاجره با یک ناظم چت به نام الکس در وب سایت BattleCam.com، کیم بینندگان خود را تشویق کرد تا در چت استریم، جمله "Alex is a stupid nigger" را برای تحقیر او بنویسند. او بعداً سوء استفاده از بینندگان برای اقدام نژادپرستانه عذرخواهی کرد.
در ژانویه سال ۲۰۱۶، کیم توییتی دربارهٔ کاربر TotalBiscuit (که اخیراً به سرطان ترمینال مبتلا شده بود)، گفت که نمی‌تواند منتظر گزارش مرگ او باشد. کیم بعداً برای توئیت عذرخواهی کرد.
در ژوئن سال ۲۰۱۹، پس از خودکشی Etika (یوتیوبر)، بسیاری از کاربران توییتر کیم را به دلیل "تحریک به خودکشی" در آتیکا متهم کردند، این انتقادات دربارهٔ مصاحبه کیم و آتیکا در اوایل سال ۲۰۱۹ بود که کیم به آتیکا گفت "اگر واقعاً به آن فکر می‌کنی، پس چرا زندگی می‌کنی؟ فقط ازیک صخره پرش کن اگر این فقط یک شبیه سازی باشد، چه کسی اهمیت می‌دهد؟ " آتیکا در این مصاحبه گفته بود که اعتقاد دارد او در یک شبیه‌ساز زندگی می‌کند.
آتیکا در آخرین ویدئوی خود با عنوان «متاسفم» از کیم یاد کرد و گفت: «کیم استار، بهترین‌ها را برای تو آرزو می‌کنم». کیم این ادعاها را در یک سری توییتها رد کرد و ادعا کرد که مردم از او به عنوان تیکه استفاده می‌کنند و کسی درمورد توییت‌هایی که برای او نگران بود صحبت نمی‌کند. وی در ادامه سخنان خود گفت که فکر می‌کرد مسائل بهداشتی «روان آتیکا» یک کار تبلیغاتی بود، به همین دلیل به نظر می‌آمد خوب است و می‌خواهد در DramaAlert مهمان برنامه باشد و مصاحبه کند. مادر آتیکا با ارسال پیامک از کیم دفاع کرد و اظهار داشت که او در خودکشی آتیکا مقصر نیست و او عاشق کیم و برنامه‌اش است.
در مارس سال ۲۰۲۰، هنرمند خال کوبی به اسم رومئو لاکوست، به جرم اتهامات غیرقابل توجیه در مصاحبه با یک خردسال، از کیم به مبلغ ۳٫۵ میلیون دلار شکایت کرد.
در ماه مه سال ۲۰۲۰، یوتیوبری به اسم Ethan Klein ویدئویی را منتشر کرد که در آن انتقادات مختلفی از Keemstar کرد، که منجر به پایان یافتن اسپانسر برند G Fuel با Keemstar شد.

## زندگی شخصی
دانیل کیم در ۸ مارس ۱۹۸۲ در بوفالو نیویورک به دنیا آمد. او یک برادر و یک خواهر دارد.
کیم یک دختر کوچک به نام میا دارد. کیم در توییت‌های متعدد حمایت خود از دونالد ترامپ را نشان داده است.